# José Melitón Chávez
José Melitón Chávez (* 2. Juli 1957 in Romera Pozo, Departamento Leales; † 25. Mai 2021 in San Miguel de Tucumán) war ein argentinischer Geistlicher und römisch-katholischer Bischof von Concepción.

## Leben
José Melitón Chávez besuchte die Grundschulen in Lastenia und Tucumán sowie später die Escuela de Comercio Nº 2 in Tucumán. Danach erwarb Melitón Chávez an der Nationalen Universität Tucumán ein Lizenziat im Fach Philosophie. Anschließend studierte er Katholische Theologie am erzbischöflichen Priesterseminar Nuestra Señora de la Merced y San José in Tucumán. Melitón Chávez empfing am 29. November 1985 in der Kathedrale San Miguel durch den Erzbischof von Tucumán, Horacio Alberto Bózzoli, das Sakrament der Priesterweihe.
Melitón Chávez war von 1986 bis 1987 als Pfarrvikar der Pfarreien La Victoria in Tucumán und San Isidro Labrador in Lules tätig, bevor er Geistlicher Beirat des Diözesancaritasverbands für das Erzbistum Tucumán wurde. Von 1988 bis 1995 war José Melitón Chávez Pfarrer der Pfarrei San José und ab 1994 zusätzlich Dechant des Dekanats II des Erzbistums Tucumán. Daneben war er von 1989 bis 1990 Kaplan an der Hogar Escuela Eva Perón. 1996 wurde Melitón Chávez Subregens am Priesterseminar Nuestra Señora de la Merced y San José. 1999 wirkte er zudem kurzzeitig als Geistlicher Beirat der Jugendabteilung der Katholischen Aktion im Erzbistum Tucumán.
Von 2000 bis 2011 war José Melitón Chávez Generalvikar. Am 7. Oktober 2000 verlieh ihm Papst Johannes Paul II. den Ehrentitel Päpstlicher Ehrenprälat. Zusätzlich war Melitón Chávez von 2007 bis 2011 als Regens des Priesterseminars Nuestra Señora de la Merced y San José sowie als Mitglied des Priesterrats und des Konsultorenkollegiums des Erzbistums Tucumán tätig. Ab 2012 war José Melitón Chávez Bischofsvikar für Solidarität und soziale Angelegenheiten sowie ab 2013 zudem Pfarrer der Pfarrei El Salvador.
Am 17. Oktober 2015 ernannte ihn Papst Franziskus zum Bischof von Añatuya. Der emeritierte Bischof von Añatuya, Adolfo Armando Uriona FDP, spendete ihm am 4. Dezember desselben Jahres im Anfíteatro „Padre Aroldo Suárez“ in Añatuya die Bischofsweihe; Mitkonsekratoren waren der emeritierte Erzbischof von Tucumán, Luis Héctor Kardinal Villalba, und der Erzbischof von Tucumán, Alfredo Horacio Zecca.
Am 16. Oktober 2019 ernannte ihn Franziskus zum Koadjutorbischof von Concepción. Mit dem Rücktritt von Armando José María Rossi OP am 19. März 2020 folgte er diesem als Bischof von Concepción nach. In der Argentinischen Bischofskonferenz war Melitón Chávez Mitglied der Kommission für die soziale Pastoral.
José Melitón Chávez starb im Mai 2021 im Hospital Centro de Salud Zenón J. Santillán in Tucumán an den Folgen von COVID-19.